# Arte di Palabra

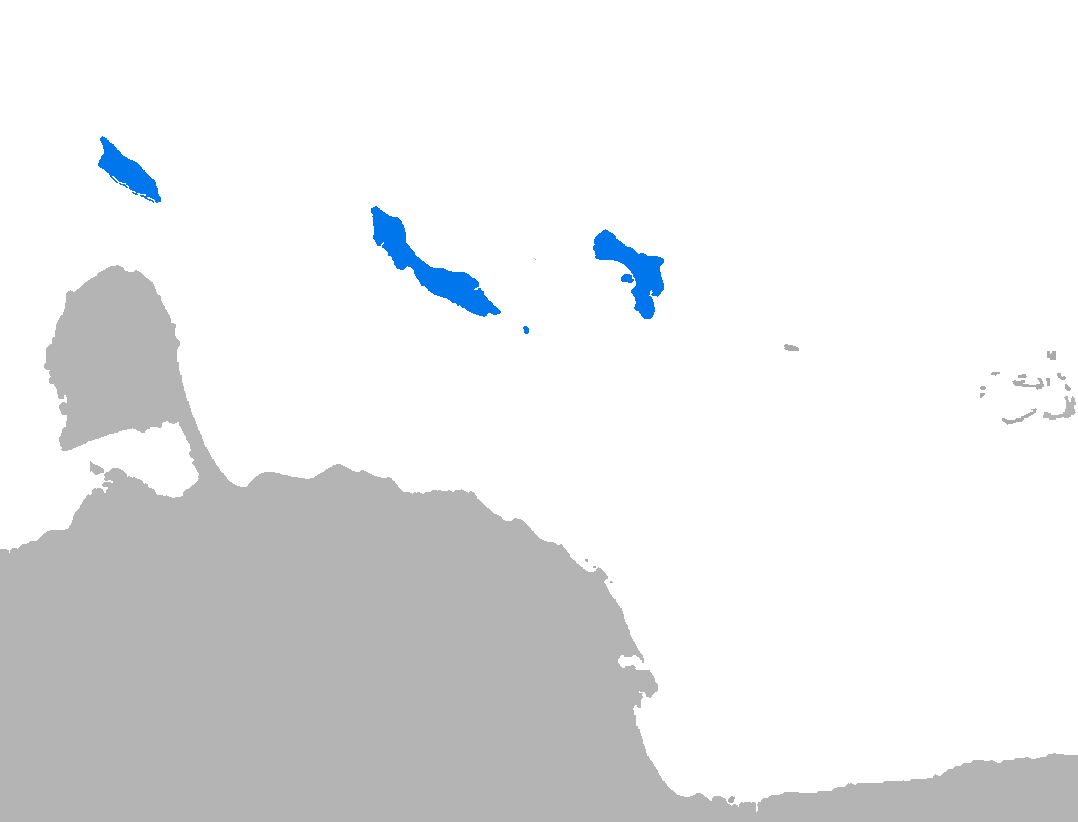
Papiaments taalgebied

Arte di Palabra (Nederlands: Woordkunst) is een Papiamentstalige voordrachtwedstrijd voor jongeren in het voortgezet onderwijs op Aruba, Bonaire en Curaçao. 

## Ontstaan
Met ingang van het schooljaar 1998-1999 werd het "Papiaments" een verplicht vak in het voortgezet onderwijs op Curaçao. Dit gegeven gaf de stoot tot de start van Arte di Palabra, welke in 2000 voor het eerst werd gehouden op Curaçao. Vanaf 2006 worden op Bonaire wedstrijden georganiseerd en vanaf 2009 ook op Aruba. 
Arte di Palabra vindt jaarlijks plaats en beoogt jong literair talent en Papiamentstalige jeugdliteratuur te ontwikkelen door middel van het voordragen van gedichten en het vertellen van verhalen. 
De wedstrijd kent drie categorieën van voordrachten:  poëzie, haiku en korte verhalen. Elke categorie is opgedeeld in twee groepen: schoolklassen 1-2 en schoolklassen 3-6. Bij de klassen 1-2 gaat het om de voordracht van bestaande gedichten en verhalen en bij de hogere klassen om originele (eigen) werken. Bij de beoordeling wordt onderscheid gemaakt tussen eigen of bestaand werk. De finalisten uit de classificatie-rondes in Aruba, Bonaire en Curaçao nemen het in de eindronde tegen elkaar op.
De finale van Arte di Palabra rouleert beurtelings per eiland en staat onder leiding van de Stichting Arte di Palabra met steun van Prins Bernard Cultuurfonds Caribisch gebied. Aan de finale wordt doorgaans gekoppeld de uitreiking van de prijzen van Tapushi Literario ter ere van de cultuuriconen in Aruba, Bonaire en Curaçao. 

## Publicaties
- Pòtpurí Arte di Palabra 2009, bundel van de beste eigen werken 2000-2008
- Pòtpurí Arte di Palabra 2014, bundel van de beste eigen werken 2009-2013
- Pòtpurí Arte di Palabra 2019, bundel van de beste eigen werken 2014-2018[2]
- Pòtpurí Arte di Palabra 2024, Kolekshon di poesia, kuenta, rèp i haiku 2019-2023

## Prijzen
- UNESCO's nationale prijs voor bijdrage aan de moedertaal (2005 en 2011)
- Stanley Lamp Award (2009)
- Chapi di plata prijs (2013)
- PBCCG Cultuurprijs (2023)